# 12492 Tanais
A 12492 Tanais (ideiglenes jelöléssel 1997 JP16) a Naprendszer kisbolygóövében található aszteroida. Eric Walter Elst fedezte fel 1997. május 3-án.